# Stygobromus wengerorum
Stygobromus wengerorum är en kräftdjursart som beskrevs av John R. Holsinger 1974. Stygobromus wengerorum ingår i släktet Stygobromus och familjen Crangonyctidae. IUCN kategoriserar arten globalt som sårbar. Inga underarter finns listade i Catalogue of Life.